# Rommakonselkä
Rommakonselkä är en vik i Finland. Den ligger i Uleåborg i landskapet Norra Österbotten, i den centrala delen av landet, 500 km norr om huvudstaden Helsingfors.